# Flatbrød

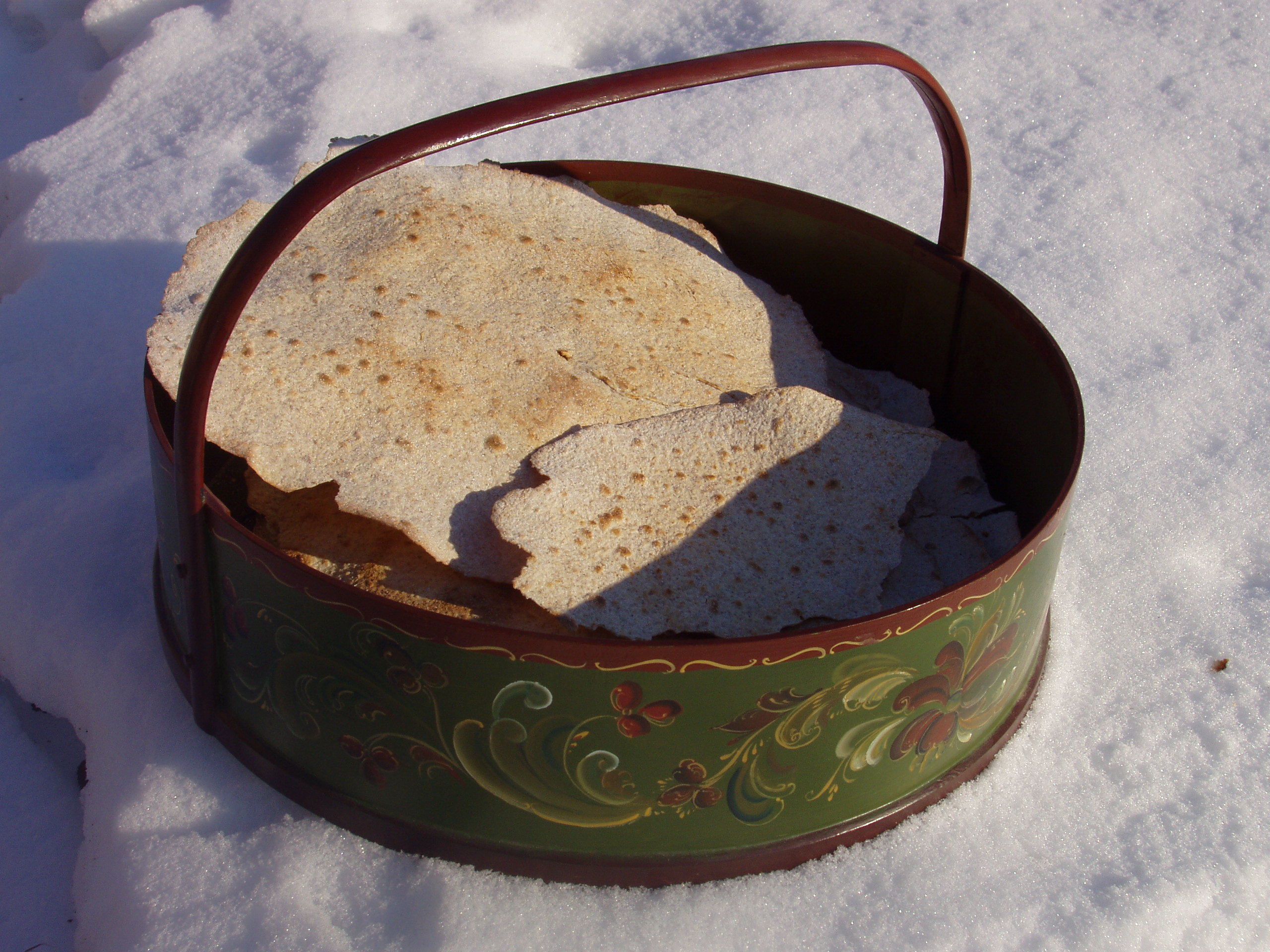
Brotkorb mit Flatbrød

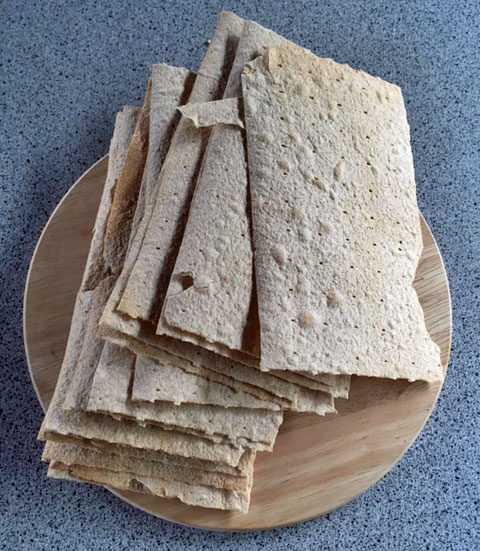
Flatbrød aus dem Supermarkt

Flatbrød ist ein altes norwegisches Backwerk, ähnlich einem Fladenbrot. Es wird aus einem millimeterdick ausgerollten Teig, ohne Triebmittel wie z. B. Hefe, hergestellt. Der Teig wird auf einer Stein- oder Eisenplatte gebacken. Das harte, zerbrechliche Flatbrød ist getrocknet über ein Jahr haltbar. Flatbrød kann aus verschiedenen Getreidesorten z. B. Hafer oder Gerste, aber auch aus Erbsenmehl hergestellt werden.
Hinzugegeben wird nur noch Salz und Flüssigkeit.